# Otto Goldschmidt
Otto Goldschmidt, nome completo Otto Moritz David Goldschmidt, (Amburgo, 21 agosto 1829 – Londra, 24 febbraio 1907), è stato un compositore, direttore d'orchestra e pianista tedesco, noto per i suoi concerti ed altri pezzi per pianoforte. Sposò l'Usignolo svedese, il soprano Jenny Lind.

## Biografia

Autografo di Jenny Lind dopo il suo matrimonio con Goldschmidt

Goldschmidt nacque ad Amburgo, in Germania, e i suoi genitori erano il venditore Moritz David Goldschmidt e l'attivista per i diritti delle donne Johanna Goldschmidt. Aveva sette fratelli e i suoi genitori benestanti e ben istruiti appartenevano alla comunità degli ebrei riformati liberali in Germania. Dal momento che sua madre era musicalmente dotata, un'eccellente cantante, pianista, violinista e arpista, si concentrò sull'educazione musicale dei suoi figli. Goldschmidt frequentò il Conservatorio di Lipsia dal 1843 al 1846, dove studiò con Hans von Bülow, Felix Mendelssohn e Moritz Hauptmann. Da Mendelssohn Goldschmidt ricevette questo attestato: Il signor Goldschmidt ha sviluppato un talento eccellente per il pianoforte suonando in modo gratificante e ha anche mostrato un talento non insignificante nella composizione per il suo strumento. Prese inoltre lezioni private di pianoforte da Clara Schumann.
Il 5 febbraio 1852 Goldschmidt sposò il famoso soprano Jenny Lind a Boston, nel Massachusetts. Per far piacere a sua moglie si convertì per diventare episcopale. Ebbero tre figli. Dal 1858 vissero a Londra, dove Otto divenne professore nel 1863 e successivamente direttore del canto alla Royal Academy of Music. Nel 1863 Goldschmidt e William Sterndale Bennett scrissero il Chorale Book of England. Nel 1876 fondò il Coro Bach, che diresse fino al 1886. Più volte condusse i famosi festival del Basso Reno a Düsseldorf.

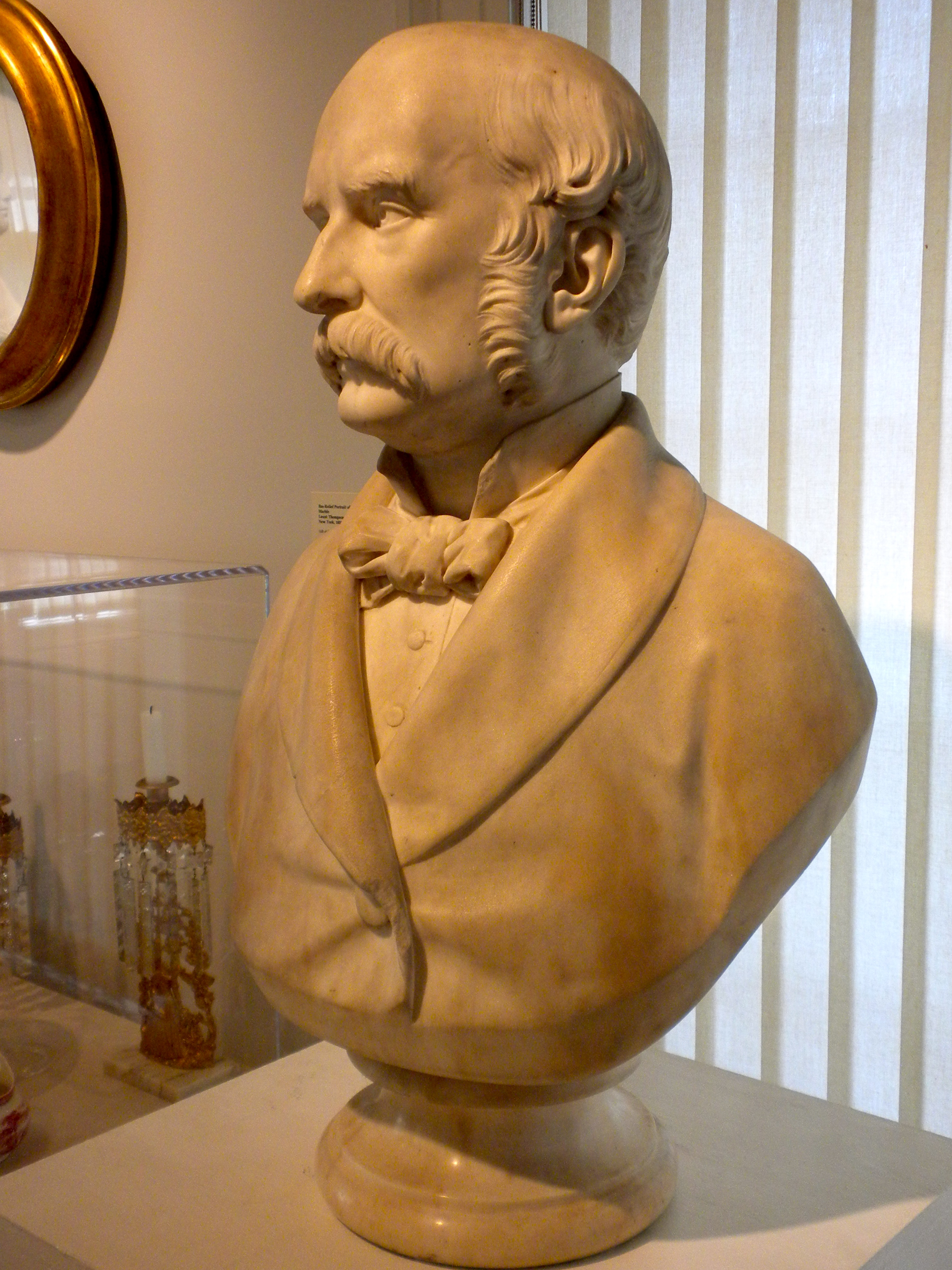
Busto di Otto Goldschmidt di Joseph Durham, 1877, Museo Storico Svedese Americano a Filadelfia, donato da Ernest Goldschmidt.

Dopo la morte di sua moglie nel 1887, Goldschmidt pubblicò la sua biografia Jenny Lind. Ihre Laufbahn als Künstlerin (Jenny Lind: La sua carriera come artista).
Goldschmidt morì a Londra nel 1907 all'età di 77 anni.

## Lavori
Goldschmidt scrisse un concerto per pianoforte ed altri pezzi per pianoforte, canzoni e trii. Nel suo oratorio Ruth, sua moglie cantò la parte del soprano alla prima del 1870, l'ultima esibizione della sua carriera.